# Structure pyramidale des ligues de football en Suisse
 (signalé en juin 2025).
Si vous disposez d'ouvrages ou d'articles de référence ou si vous connaissez des sites web de qualité traitant du thème abordé ici, merci de compléter l'article en donnant les références utiles à sa vérifiabilité et en les liant à la section « Notes et références ».
- Archive Wikiwix
- Bing
- Cairn
- DuckDuckGo
- E. Universalis
- Gallica
- Google
- G. Books
- G. News
- G. Scholar
- Persée
- Qwant
- (zh) Baidu
- (ru) Yandex
- (wd) trouver des œuvres sur Wikidata

La structure pyramidale des ligues de football en Suisse désigne le système de classement officiel des ligues et divisions du football de cette nation.

## Généralités
L'ensemble du football du pays est sous l'égide de l'Association suisse de football. Depuis la saison 2012-2013, il existe 9 échelons hiérarchiques totaux, les 2 premiers étant sous l'égide du football professionnel, la Swiss Football League. Les 3e et 4e mélangent semi-professionnel et amateur et sont sous l’égide de la Première Ligue. Le 5e est organisé par la Ligue Amateur. Les quatre derniers échelons sont (2e ligue à 5e ligue) sont gérés par les treize associations régionales.
Les différentes divisions se jouent au niveau national de la D1 à la D3 et au niveau régional de la D4 à la D9.

## Structure des championnats

### depuis la saison 2023-2024
| Niveau                                     | Championnat                                   |
| ------------------------------------------ | --------------------------------------------- |
| Fédération: Association suisse de football |                                               |
| Organisateur : Swiss Football League       |                                               |
| 1                                          | Super League 12 clubs                         |
| 2                                          | Challenge League 10 clubs                     |
| Organisateur : Première Ligue              |                                               |
| 3                                          | Promotion League 18 clubs                     |
| 4                                          | 1re Ligue Classic 3 groupes de 16 clubs       |
| Organisateur : Ligue Amateur               |                                               |
| 5                                          | 2e Ligue interrégionale 4 groupes de 16 clubs |
| Organisateur : Associations régionales     |                                               |
| 6                                          | 2e Ligue 17 groupes régionaux, 204 clubs      |
| 7                                          | 3e Ligue 46 groupes régionaux, 563 clubs      |
| 8                                          | 4e Ligue 75 groupes régionaux, 852 clubs      |
| 9                                          | 5e Ligue 67 groupes régionaux, 685 clubs      |

## Équipes non suisses évoluant dans les ligues suisses
- FC Vaduz en Challenge League
- FC Balzers en 1re Ligue Classic
- USV Eschen/Mauren en 1re Ligue Classic
- FC Ruggell en 2e Ligue
- FC Triesen en 3e Ligue
- FC Schaan en 3e Ligue
- FC Triesenberg en 4e Ligue
- FC Büsingen en 3e Ligue

## Evolution du championant suisse de football
| Période   | Niveau 1          | Niveau 2          | Niveau 3            | Niveau 4            | Niveau 5       |
| --------- | ----------------- | ----------------- | ------------------- | ------------------- | -------------- |
| 1897-1898 | Serie A           |                   |                     |                     |                |
| 1898-1901 | Serie A           | Serie B           |                     |                     |                |
| 1901-1923 | Serie A           | Serie B           | Serie C             |                     |                |
| 1923-1924 | Serie A           | Serie Promotion   | Serie B             | Serie C             |                |
| 1924-1925 | Serie A           | Serie Promotion   | Serie B             | Serie C             | Division 1     |
| 1925-1930 | Serie A           | Serie Promotion   | Serie B             | Serie C             | Serie D        |
| 1930-1931 | 1re Ligue         | 2e Ligue          | 3e Ligue            | 4e ligue            | 5e Ligue       |
| 1931-1933 | Ligue Nationale   | 1re Ligue         | 2e Ligue            | 3e Ligue            | 4e Ligue       |
| 1933-1944 | Ligue Nationale   | 1re Ligue         | 2e Ligue            | 3e Ligue            | 4e Ligue       |
| 1944-1984 | Ligue Nationale A | Ligue Nationale B | 1re Ligue           | 2e Ligue            | 3e Ligue       |
| 1984-1989 | Ligue Nationale A | Ligue Nationale B | 1re Ligue           | 2e Ligue            | 3e Ligue Élite |
| 1989-2000 | Ligue Nationale A | Ligue Nationale B | 1re Ligue           | 2e Ligue            | 3e Ligue       |
| 2000-2003 | Ligue Nationale A | Ligue Nationale B | 1re Ligue           | 2e Ligue Inter      | 2e Ligue       |
| 2003-2012 | Super League      | Challenge League  | 1re Ligue           | 2e Ligue Inter      | 2e Ligue       |
| 2012-2014 | Super League      | Challenge League  | 1re Ligue Promotion | 1re Ligue Classique | 2e Ligue Inter |
| 2014-2022 | Super League      | Challenge League  | Promotion League    | 1re Ligue           | 2e Ligue Inter |
| 2022-     | Super League      | Challenge League  | Promotion League    | 1re Ligue Classic   | 2e Ligue Inter |

- Championnat national professionnel
- Championnat national semi-professionnel et professionnel
- Championnat national amateur ou semi-professionnel

## Sources
- (en) Cet article est partiellement ou en totalité issu de l’article de Wikipédia en anglais intitulé « Swiss Football League » (voir la liste des auteurs).

- (it) Cet article est partiellement ou en totalité issu de l’article de Wikipédia en italien intitulé « Campionato svizzero di calcio » (voir la liste des auteurs).